# Behice Hanımefendi
Behice Hanımefendi (10. října 1882 – 22. října 1969) byla konkubína a dvanáctá manželka osmanského sultána Abdulhamida II. Behice byla velmi extravagantní a nehospodárná manželka. Její utrácení a dluhy přispěly ke svržení jejího manžela z trůnu. Behice ztrojnásobila běžné náklady z harémových peněz a díky tomu se stala symbolem bohatství a extravagance.

## Mládí
Behice se narodila v říjnu roku 1882 ve městě Adapazarı v provincii Beynevid. Její rodné jméno bylo Behiye Maan a byla dcerou gruzínského šlechtice Albuse Beye Maana a jeho abchazské manželky Nazli Hanim Kucba. Byla prapravnučkou známého společníka posledního abchazského vládce, prince Mikhaila Servasidzeho. Byla nejstarší ze všech 6 dětí. Její otec získal od její sestřenice Sazkar, která se také provdala za sultána, práci na farmě. Když se doslechl o tom, že sultán se chystá oženit svého syna Burhaneddina, prodal svou dceru do harému a sultánovi ji představil. Abdulhamid byl tak očarován její krásou, že se místo syna s ní oženil on.

## Manželství
Ve věku osmnácti let se provdala za sultána Abdulhamida II. Svatba se konala v květnu roku 1900 v paláci Yıldız v Istanbulu. Po narození svých dětí začala Behice utrácet. Nejdříve chtěla darovat svým příbuzným z harému a sultánovi více nemovitostí. V roce 1902 se její otec přestěhoval do sídla za 300 tisíc liber a dostal také svou komnatu v paláci Yıldız. Svatba její sestry Tasvire Hanim se také konala v tomto paláci. Získala pro ni věno v hodnotě 90 tisíc liber a její muž získal práci v sultánských zahradách. Její neprovdané sestry získaly sídlo a k tomu ročně 50 tisíc liber na své svatby, kde dostaly dalších 50 tisíc liber jako věno. Její matka a její dvorní dámy v sultánském paláci dostaly každá 20 služebníků, kterým platila mzdy. Její šaty podstatně tyto utracené částky navýšily. Všechny byly dováženy ze zahraničí.
Utrácení dosáhlo konce, když na něj upozornil ministr financí sultána, který svou manželku začal veřejně obviňovat z těchto útrat. To ale ničemu nezabránilo a Behice si nadále půjčovala a splácela dluhy u arménských bankéřů. V roce 1903 zemřel její syn Badreddin a výdaje se musely snížit na znamení smutku. Nicméně Behice v letech 1901-3 utratila Osmanské říši 2 miliony liber. Rok po smrti jejího syna začalo její zběsilé utrácení znovu. Behice si koupila tři nové sídla v tu stejnou dobu, kdy se s ní sultán snažil znovu navázat plnohodnotný vztah. V roce 1904 se ale oženil s další vysoce postavenou ženou. Sultán si přál, aby odešla do exilu do Soluně, ale ona odmítla. Místo toho zůstala v Istanbulu společně se synem až do doby, kdy musela celá rodina opustit nově vzniklé Turecko.

## Smrt
V roce 1924 odešla se svým synem do Neapole. Až do roku 1969 se do Turecka nevrátila a když tak konečně učinila, zemřela sedm měsíců po té. Byla pochována na hřbitově Yahyi Efendiho.

## Potomstvo
Společně s Abdulhamidem měla Behice dvě děti:
- Şehzade Ahmed Nureddin (22. června 1901, Istanbul Yıldız Palace – 13. října 1903, pohřben na hřbitově Yahyi Efendiho);
- Şehzade Mehmed Badreddin (2. srpna 1902, Adapazarı – prosinec 1944, Paříž, Francie).